# Левицкий, Сергей Вячеславович
Серге́й Вячесла́вович Леви́цкий (бел. Сяргей Вячаслававіч Лявіцкі; (17 марта 1990, Гродно) — белорусский футболист, полузащитник.

## Карьера

### Клубная
Воспитанник школы ДЮСШ «Белкард» / СДЮШОР-6 г. Гродно, первый тренер Василий Александрович Савич.
Первый официальный матч сыграл 16 марта 2008 года в матче 1/8 Кубка Беларуси 2007/08 против «Дариды», выйдя на поле на 63-й минуте вместо Николая Езерского. Дебютировал в высшей лиге 26 апреля 2008 года в домашнем матче 4-го тура против БАТЭ (0:2). Вышел на поле на 67-й минуте вместо Игоря Лисицы. Проведя за клуб 10 лет, на правах свободного агента в 2015 году перешёл в «Слуцк», где стал преимущественно выходить на замену. 28 июня 2015 года забил гол в ворота «Немана» (4:0), сразу после чего сделал предложение своей девушке.
В начале 2017 года заключил контракт с «Лидой». В сезоне 2017 был признан лучшим игроком команды, в сезоне 2018 оставался игроком основы.
В январе 2019 года стал игроком «Смолевичей», где чередовал выходы в стартовом составе и на замену. В январе 2020 года покинул клуб и вскоре был дисквалифицирован на год по делу о договорных матчах.

### В сборной
В 2010—2012 годах выступал за молодёжную сборную Беларуси (до 21 года), за которую провёл 10 матчей.